# مونتاگوت
مونتاگوت (به اسپانیایی: Montagut y Oix) یک منطقهٔ مسکونی در اسپانیا است که در گاروتاکسا واقع شده‌است. مونتاگوت ۹۳٫۷ کیلومتر مربع مساحت دارد.